# Kaptur (Radom)
Kaptur – dzielnica Radomia. Nazwa pochodzi od dawnej wsi Zerwikaptur, której tereny dołączono do Radomia pod koniec lata 1962 r.
Fragment książki "Opis powiatu radomskiego" ks. Franciszka Siarczyńskiego, wydanej przez Tymoteusza Lipińskiego w 1847 r.:
"KAPTUR, d.(domów) 5, w gruntach miernych nad Mleczną, pod Radomiem. Wieś ta nadana była od Zygmunta króla do kościoła ś. Jana w Warszawie, ale dla odległości miejsca, z przeniesieniem obligów do collegium radoms. Scholarum Piarum inkorporowana od Jana III r. 1686. Dawniej zwana była Zerwikaptur i do Zamłynia należała."
Na terenie dzielnicy znajduje się parafia rzymskokatolicka pw. Matki Bożej Częstochowskiej.
Na Kaptur można dojechać autobusami linii 12, 15 i wybranymi kursami linii 26.